# Davide Martello
Davide Martello est un pianiste de rue allemand qui s'est fait connaître en jouant lors de drames ou de mouvements révolutionnaires.
Davide Martello est né le 1er novembre 1981 en Allemagne d'un père ouvrier et d'une mère au foyer, tous deux originaires de Caltanissetta en Sicile. Enfant, son père le force à apprendre le piano et plus tard, alors que David Martello travaille comme coiffeur et s'ennuie dans cette activité, il envisage d'utiliser cette compétence pour devenir musicien de rue. Pour cela il décide de construire lui-même son piano et après deux ans à travailler sur son projet en compagnie d'un menuisier suisse, son instrument est prêt et lui permet de tenter l'expérience à Berlin. Satisfait du résultat il décide en 2011 de quitter son emploi de coiffeur et de prendre la route avec son piano. 
Il se fait connaître en allant jouer dans plusieurs zones de conflits, à commencer par la Place Taksim où en juin 2013, au cours du mouvement protestataire il joue devant plusieurs milliers de personnes lors d'un récital de 14 heures avant que son piano et ses effets personnels ne soient saisis le lendemain par les autorités turques. L'année suivante il jouera lors d'Euromaïdan.
Le 15 janvier 2015, il est à Paris à la suite de l'Attentat contre Charlie Hebdo pour jouer sur la Place de la République et le 14 novembre de la même année, au lendemain de l'attentat contre le Bataclan il se produit devant la salle de spectacle où il reprend Imagine de John Lennon.
En date du 20 mars 2022, il était actif à la frontière ukraino-polonaise.